# Finlandia en los Juegos Olímpicos de México 1968
Finlandia estuvo representada en los Juegos Olímpicos de México 1968 por un total de 66 deportistas que compitieron en 13 deportes.  
El portador de la bandera en la ceremonia de apertura fue el tirador Pentti Linnosvuo.

## Medallistas
El equipo olímpico finlandés obtuvo las siguientes medallas:
| Nombre             | Deporte            | Competición             |
| ------------------ | ------------------ | ----------------------- |
| Oro                |                    |                         |
| Kaarlo Kangasniemi | Halterofilia       | 90 kg M                 |
| Plata              |                    |                         |
| Jorma Kinnunen     | Atletismo          | Jabalina M              |
| Olli Laiho         | Gimnasia artística | Caballo con arcos M     |
| Bronce             |                    |                         |
| Arto Nilsson       | Boxeo              | Súperligero (63,5 kg) M |